# 普若勒
普若勒（法語：Poujols）是法国埃罗省的一个市镇，属于洛代沃区。该市镇总面积2.86平方公里，2009年时的人口为153人。

## 人口
普若勒人口变化图示